# Dominanza (teoria dei giochi)
In teoria dei giochi, si ha dominanza quando una strategia è migliore di un'altra per un giocatore, qualunque siano le strategie scelte dagli altri giocatori. Taluni giochi possono essere risolti utilizzando il concetto di dominanza, in particolare qualora ogni giocatore abbia una strategia che domina tutte le sue altre, come avviene nel dilemma del prigioniero.
Più spesso, una strategia può essere migliore o peggiore di un'altra strategia per un giocatore, a seconda delle scelte effettuate dagli altri.